# Martin Knosp
Martin Knosp (n. 7 octombrie 1959, Renchen, Republica Federală Germania, Germania) este un luptător ce a reprezentat Germania, medaliat olimpic. A participat la o ediție a Jocurilor Olimpice (1984) în care a câștigat o medalie de argint.

## Participări
Lista de mai jos prezintă principalele competiții la care a participat Martin Knosp de-a lungul carierei.
- wrestling at the 1984 Summer Olympics – men's freestyle 74 kg[*]